# Ухтомский, Алексей Алексеевич
Алексе́й Алексе́евич Ухто́мский, князь, в монашестве Алипий (13 (25) июня 1875, с. Вослома — 31 августа 1942, Ленинград) — русский и советский физиолог, академик Академии наук СССР (1935), создатель учения о доминанте.

## Биография
Алексей Алексеевич Ухтомский родился (ударение на первый слог) 13 (25) июня 1875 года в родовом поместье князей Ухтомских (Рюриковичи) в сельце Вослома Арефинской волости Рыбинского уезда Ярославской губернии в семье отставного военного Алексея Николаевича Ухтомского (1842—1902) и его жены Антонины Фёдоровны, урождённой Анфимовой (1847—1913). Кроме Алексея и умерших ещё в младенчестве Владимира и Николая, у них были дочери Мария и Елизавета и старший сын Александр, впоследствии архиепископ Андрей (1872—1937).
В июне 1876 года жившая в городе Рыбинске сестра отца Анна Николаевна Ухтомская, похоронив их мать, за которой она долгие годы ухаживала, осталась одна и не знала, как ей жить дальше. Антонина Фёдоровна же была женщиной деловой и на воспитание детей ей времени не хватало. 27 сентября 1876 года Алексей был передан на воспитание тёте Анне, которая, по его словам, была ему «главной воспитательницей и спутницею вплоть до её кончины в 1898 году».
В 1888 году Алексей, не закончив полного курса классической гимназии, по настоянию отца и матери поступил в Нижегородский кадетский корпус, где проявил заинтересованность в науке. В этот период значительное влияние на него оказал будущий профессор Иван Петрович Долбня (1853—1912) — преподаватель математики, знакомивший учащихся с широким спектром проблем естествознания. Позже А. А. Ухтомский назовёт его «учителем мысли». В кадетском корпусе Ухтомский проявил заинтересованность не только в физико-математических дисциплинах, но и в философии, психологии, этике и литературе. К 18 годам он знакомится с трудами Аристотеля, Декарта, Спинозы, Фейербаха, Джемса, Гегеля, Ницше, Канта и других учёных и философов.

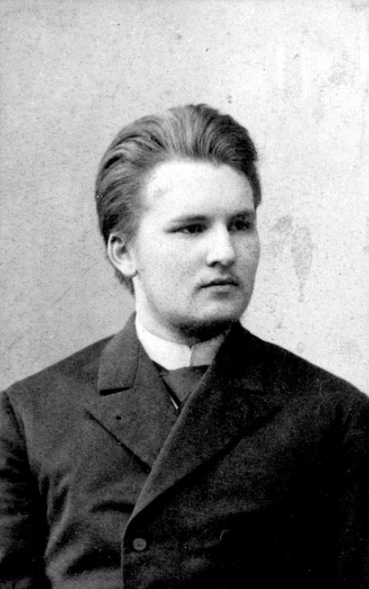
А. А. Ухтомский — слушатель Московской духовной академии

В 1894 году под влиянием брата Александра и по совету И. П. Долбни Ухтомский поступает на словесное отделение Московской духовной академии. Жил Алексей Алексеевич не в общежитии, а на квартире, уют в которой обеспечивала Надежда Ивановна Бобровская, прожившая рядом с ним в качестве помощницы-домоправительницы вплоть до мая 1941 года. Будучи молодым слушателем Духовной академии, Ухтомский полтора месяца живёт в отделении хронически больных в Ярославском сумасшедшем доме. Годы, проведённые в академии, он считал счастливейшими и плодотворными для своего духовного совершенствования. Тема его диссертации — «Космологическое доказательство Бытия Божия». В ней выдвигается тезис о неограниченных возможностях человеческого разума, об уникальности каждой личности. В академии у Ухтомского возникает идея выявить естественнонаучные основы нравственного поведения людей, найти физиологические механизмы, с помощью которых складывается и развивается всё разнообразие человеческой личности. Ухтомский становится кандидатом богословия. Позднее в автобиографии Ухтомский напишет: «Кандидатская диссертация поставила настоятельно на очередь ближайшее изучение физиологии головного мозга, нервной деятельности вообще, а также физиологии поведения». Окончив академию, он отказывается от открывающейся перед ним церковной карьеры, переходит в православное старообрядчество — единоверие, так как его имение Вослома всегда было населено старообрядцами-филипповцами, хочет стать физиологом, а поскольку по закону выпускники духовных академий и семинарий поступать на естественные отделения университетов не имели право, поступает на Восточный факультет.

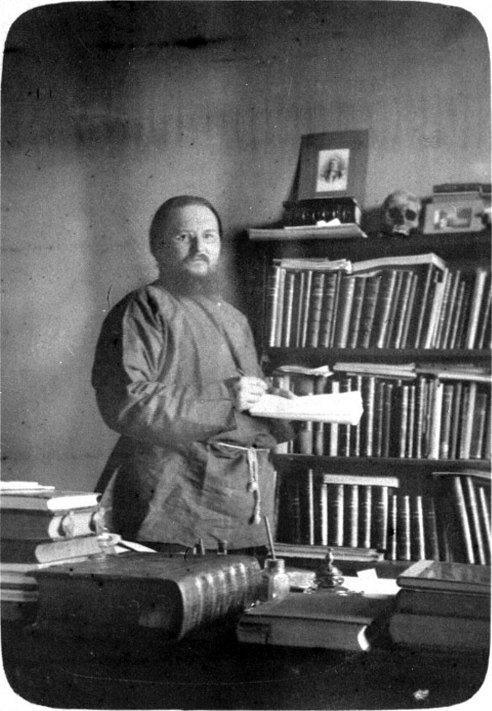
А. А. Ухтомский в рыбинском доме за работой над магистерской диссертацией, 1910

С 1899 года Ухтомский был вольнослушателем на Восточном факультете Санкт-Петербургского университета, где овладел древнееврейским языком. На следующий год вошёл в число нормальных студентов Физико-математического факультета Санкт-Петербургского университета для изучения физиологии (закон запрещал ему поступать на этот факультет, но не запрещал переводиться с другого факультета), который окончил в 1906 году с дипломом 1-й степени. В 1902 году начал специализацию при профессоре Н. Е. Введенском. С 1909 года ведёт с ним совместную работу над рефлексами антагонистов как лаборант (прозектор с 1915 г.) физиологического кабинета.
С 1911 года староста единоверческого храма свт. Николая Чудотворца.
В 1911 году защитил магистерскую диссертацию по теме «О зависимости кортикальных двигательных эффектов от побочных центральных влияний», в которой изложил результаты пятилетних опытов, в ней был впервые выражен принцип доминанты, развитый потом в 1921 году и в последующие годы. После защиты диссертации в течение 5 лет читал курс лекций в Психоневрологическом институте (ныне Северо-Западный государственный медицинский университет имени И. И. Мечникова).
С 1912 года приват-доцент Санкт-Петербургского университета, докладчик на I Всероссийском единоверческом съезде, коллежский асессор. Иконописец, владел 7 языками. Холост.
В 1917 году член Поместного собора, Член Собора по избранию от единоверцев, участвовал в 1-й сессии, член II, V, VII, X отделов.
С декабря 1917 года жил в Рыбинске. Время проводил за чтением религиозной литературы и работой на земельном участке перед домом. В конце 1918 года дом был национализирован.
С 1918 г. доцент и профессор по кафедре зоологии, сравнительной анатомии и физиологии Петроградского университета, в 1919 г. организатор при нём рабочего факультета, депутат Петросовета VI созыва.
Осенью 1920 года в рыбинском доме был произведён обыск, часть вещей изъята. Ухтомский 25 ноября с охранительными бумагами от университета и Петросовета прибыл в Рыбинск. Бумаги содержали ходатайство оставить за ним две комнаты в его бывшем доме, «по размеру и характеру не являющиеся буржуазными». 30 ноября был арестован «агентами рыбинского политбюро», по его признанию, из-за неосторожности при разговорах в научном обществе. Бумага от Петросовета спасла его от немедленного расстрела, Ухтомский был отправлен в Ярославский политический изолятор, затем в Москву в особое отделение ВЧК на Лубянке. Находясь в заключении, читал сокамерникам лекции по физиологии. В конце января 1921 года благодаря хлопотам друзей-учёных освобождён с сохранением за ним бывшего дома и возвращением вещей. Однако в Рыбинск больше не вернулся.
С 1920 года заведующий лабораторией Естественнонаучного института. В 1922 году после смерти Н. Е. Введенского принял под своё начало кафедру физиологии человека и животных Петроградского университета. С 1935 года был директором основанного им Института физиологии ЛГУ, а с 1937 года и руководителем электрофизиологической лаборатории АН СССР. Был заведующим биологическим отделением Ленинградского университета, в 1931—1938 годах президент Ленинградского общества естествоиспытателей. Кроме университета, преподавал физиологию в Институте Лесгафта, в психоневрологическом институте и на рабфаке Ленинградского университета. В 1932 году награждён премией имени В. И. Ленина. В 1933 году избран членом-корреспондентом, в 1935 году — действительным членом Академии наук СССР.
С начала 1920-х годов Ухтомский начинает свои публичные выступления с обоснованием принципа доминанты как нового учения о работе мозга. На рубеже 1923—1924 годов сделал доклад на II Всесоюзном съезде психоневрологов и физиологов нервной системы, на котором выдвинул принцип доминанты как один из основных факторов центральной иннервации. В 1927 году написал монографию «Парабиоз и доминанта», в которой выясняется органическая связь доминанты с основными установками Н. Е. Введенского в его учении о парабиозе. В последующие годы пришёл к пониманию того, какую роль играет в доминанте фактор переменной лабильности физиологического субстрата, что выражено в докладе 1934 года «Возбуждение, торможение, утомление». Согласно Ухтомскому, доминанта — временно господствующий очаг возбуждения в центральной нервной системе, создающий скрытую готовность организма к определённой деятельности при одновременном торможении других рефлекторных актов.
В 1941 году Ухтомский остался в блокадном Ленинграде, участвовал в организации работы учёных на нужды обороны, руководил актуальными для военного времени исследованиями по травматическому шоку. Умер 31 августа 1942 года от рака пищевода, не успев прочитать подготовленный за неделю до смерти доклад «Система рефлексов в восходящем ряду». Похоронен на Литераторских мостках.

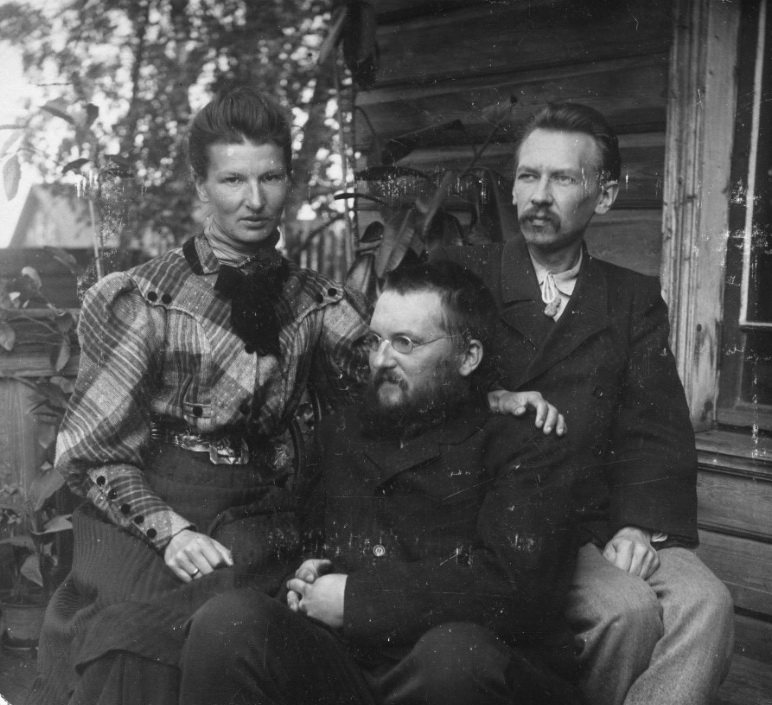
А. А. Ухтомский (в центре) с сестрой Елизаветой и её мужем А. Переславцевым. 1900-е.
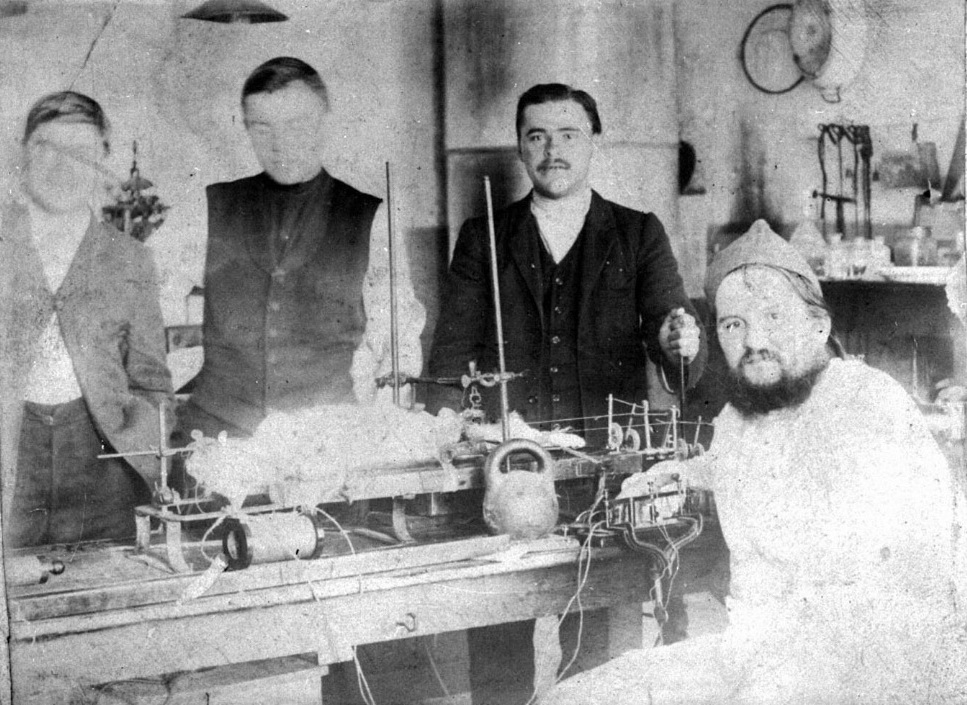
А. А. Ухтомский в физиологической лаборатории Санкт-Петербургского университета. 1909.
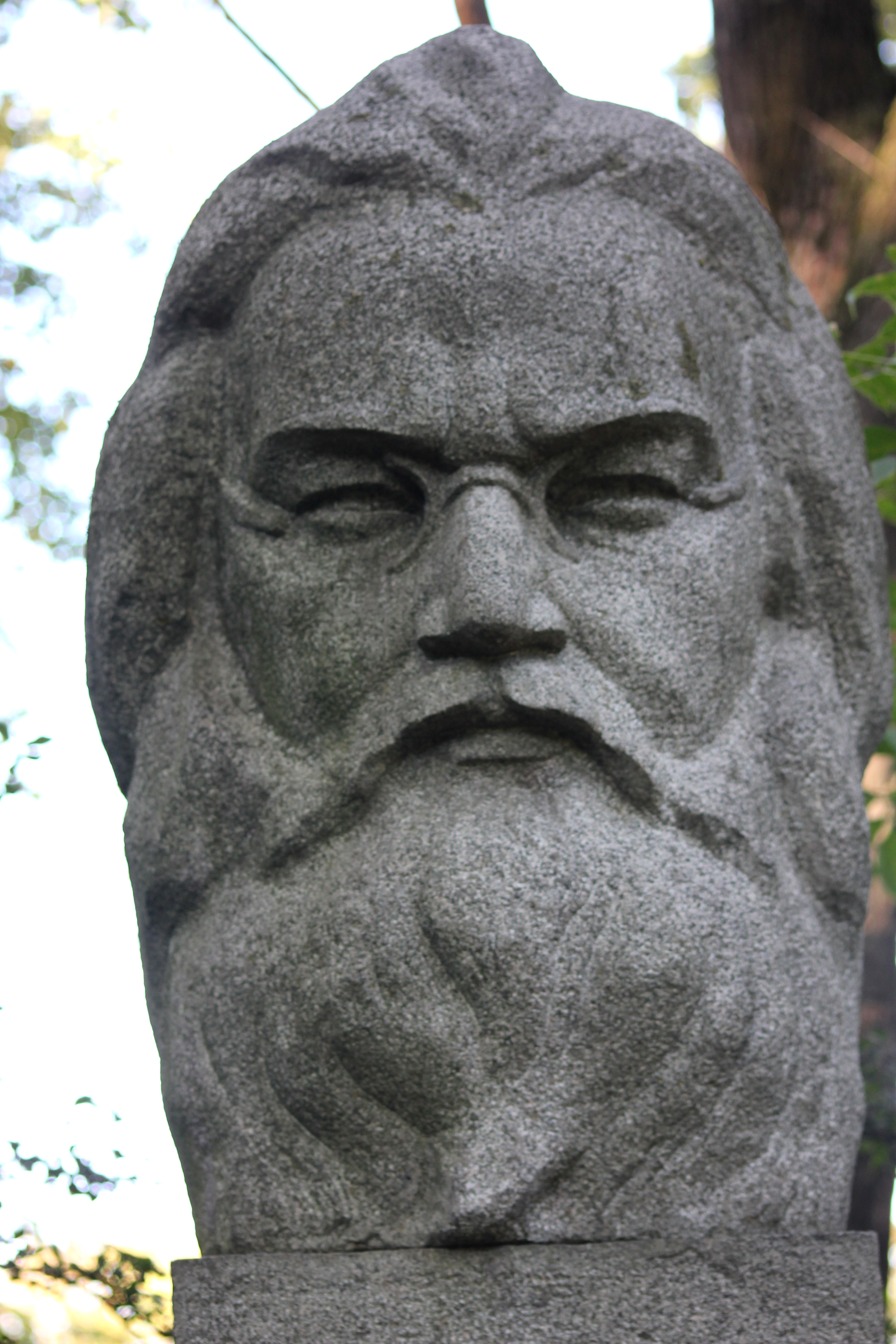
Могила Ухтомского на Литераторских мостках Волковского кладбища в Ленинграде; деталь.

## Учение о доминанте
Я думаю, что настоящее счастье человечества будет возможно в самом деле только после того, как будущий человек сможет воспитать в себе способность переключения в жизнь другого человека, когда воспитывается в каждом из нас доминанта на лицо другого.
Главным открытием Ухтомского принято считать разработанный им принцип доминанты — теорию, способную объяснить некоторые фундаментальные аспекты поведения и психических процессов человека. Принцип доминанты описан им в работе «Доминанта как рабочий принцип нервных центров» и в других научных трудах. Этот принцип явился развитием идей Н. Е. Введенского.(внимание, пожалуйста. ознакомьтесь с примечаниями внизу).
Термин «доминанта» Ухтомский, по его собственным словам, заимствовал из книги Рихарда Авенариуса «Критика чистого опыта». В примечании к работе «Доминанта как рабочий принцип нервных центров» Ухтомский пишет: 

Я употребляю этот термин в смысле Авенариуса: «В конкуренции зависимых жизненных рядов один из них приходится рассматривать как доминанту для данного момента, в направлении которой определяется тогда общее поведение индивидуума».
Под «доминантой» Ухтомский и его последователи понимали «более или менее устойчивый очаг повышенной возбудимости центров, чем бы он ни был вызван, причём вновь приходящие в центры возбуждения сигналы служат усилению (подтверждению) возбуждения в очаге, тогда как в прочей центральной нервной системе широко разлиты явления торможения».
Учение о доминанте переросло рамки физиологии и стало целым направлением в русской философской антропологии, оно также используется в психологически ориентированном литературоведении.
В 1909 году психолог Н. А. Васильев, профессор из Казани сформулировал «второй закон мозга».

## Духовное служение. Монашество
После окончания Московской духовной академии перешёл из господствующей церкви в единоверие, получив от Святейшего синода официальное разрешение на переход. Был старостой (позже ктитором) и клириком Никольской единоверческой церкви в Петрограде на ул. Марата. Служил там до её закрытия в 1931 году. Участвовал в Поместном соборе 1917—1918 годов в качестве делегата от единоверцев. В 1921 году тайно принял монашеский постриг с именем Алипий.
«Относительно религии надо сказать, что ею улавливается одна из сторон действительности, недоступных до сих пор научному настроению». Алексей Ухтомский, «Две сокровищницы мысли» (1887—1916).

## Память

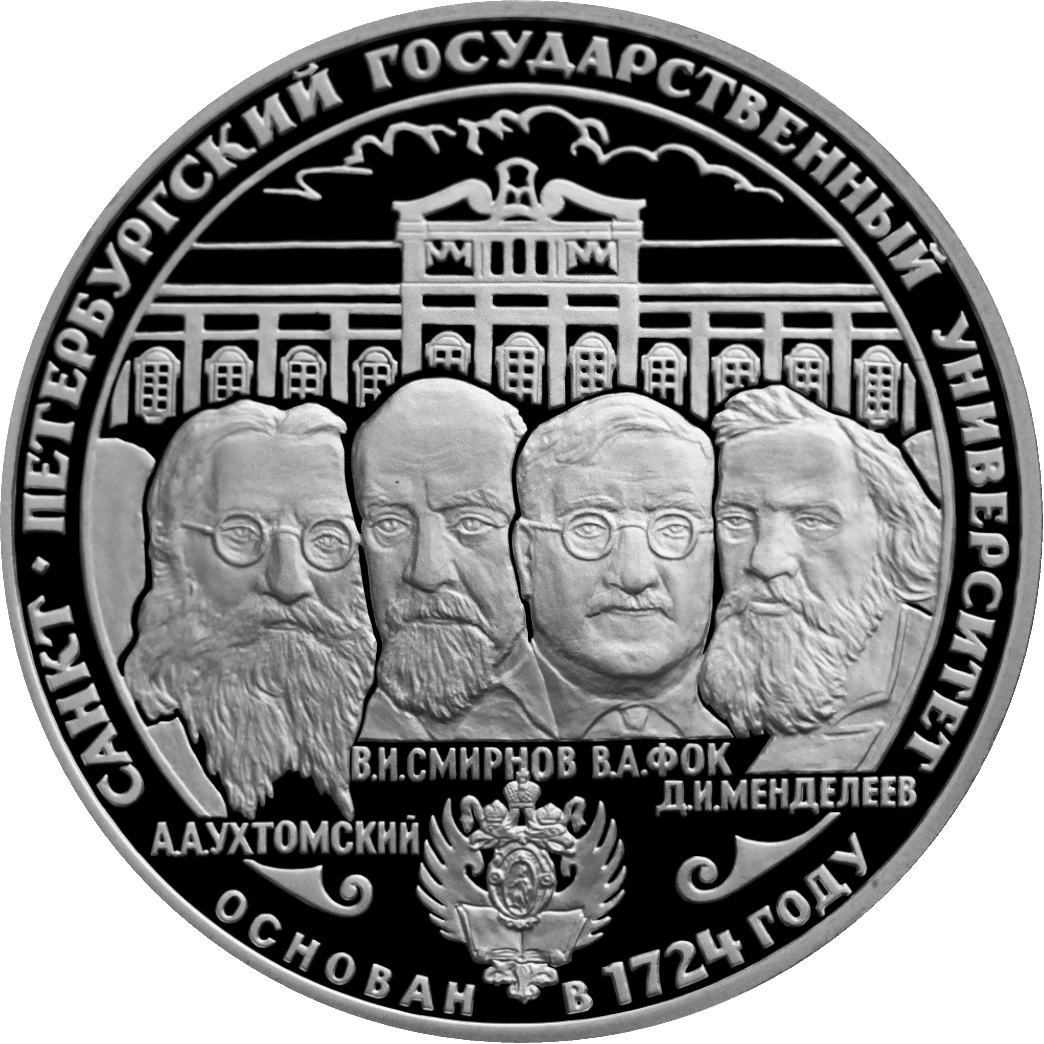
Монета ЦБ РФ

Мемориальная доска на доме № 29 по 16-й линии в С-Петербурге

- 20 сентября 1990 года в Рыбинске в доме на бывшей Выгонной улице (ныне улица академика Ухтомского), где прошли детские и отроческие годы учёного, был открыт Мемориальный Дом-музей академика А. А. Ухтомского.
- На доме в Санкт-Петербурге, где с 1906 по 1942 год жил Ухтомский (16-я линия Васильевского острова, дом 29), установлена мемориальная доска.
- В 1994 году РАН учреждена Премия имени А. А. Ухтомского.
- НИИ физиологии им. А. А. Ухтомского СПбГУ

## Основные труды
- О зависимости кортикальных двигательных эффектов от побочных центральных влияний. — Юрьев: тип. К. Маттисена, 1911. — 239 с.
- Физиология двигательного аппарата. — М.: «Практическая медицина», 1927.
- Ухтомский А., Васильев Л., Виноградов М. Учение о парабиозе. — М.: изд-во Коммун. акад., 1927. — 171 с.
- Физиологический покой и лабильность как биологические факторы // «Учёные записки Ленинградского университета». — Ленинград, 1937.
- Очерк физиологии нервной системы. — Л.: Изд-во ЛГУ, 1945.
- Введенский Н. Е., Ухтомский А. А. Учение о координационной деятельности нервной системы. — М.: «Государственное издательство медицинской литературы», 1950.
- Избранные труды. — Л.: «Наука», Ленингр. отд-е, 1978.
- Из письма к Е. И. Бронштейн-Шур // Воспоминания о Михаиле Пришвине / [сост.: Я. З. Гришина. А. Л. Рязанова]. — М.: Советский писатель, 1991. — С. 152—156. — ISBN 5-265-01229-X
- Интуиция совести. — СПб.: «Петербургский писатель», 1996. — ISBN 5-88986-013-5.
- Доминанта. — СПб.: «Питер», 2002. — ISBN 5-318-00067-3.
- Лицо другого человека. — СПб.: «Издательство Ивана Лимбаха», 2008. — ISBN 978-5-89059-107-4.
- Дальнее зрение. Из записных книжек (1896—1941). — 2023. — 202 c. — ISBN 978-5-517-10692-6.